# 백악관 중앙관저

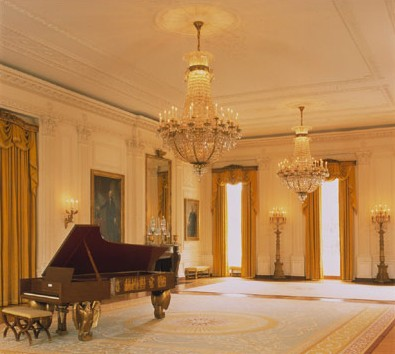
백악관 중앙관저 2층의 이스트룸

백악관 중앙관저(Executive Residence)는 미국 백악관의 가운데 부분으로, 미합중국의 대통령과 직계가족이
거주하는 공간이다. 동쪽으로는 이스트 윙, 서쪽으로는 웨스트 윙으로 연결되어 있다. 대통령 집무실인 오벌 오피스는 웨스트 윙에 자리잡고 있다.
중앙관저는 1792년부터 1800년까지 건설했다. 지상 4층, 지하 2층으로 되어 있다.
원래는 지상 4층이었는데, 해리 S. 트루먼 대통령이 1948년부터 1952년까지 재건축을 하여, 지하 2층을 만들었다. 에어컨 시설, 정수 관련 시설 등이 있다.

## 4층

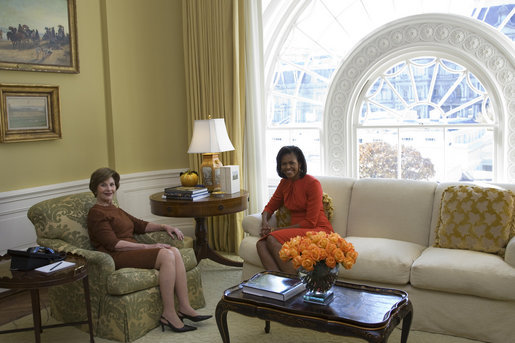
백악관 중앙관저 4층 웨스트시팅룸의 로라 부시 여사와 미셸 오바마 여사

영어로는 Second Floor라고 한다. 해리 S. 트루먼 대통령의 딸 마가렛 트루먼이 링컨 유령(en:Lincoln's ghost)을 보았다는 링컨 베드룸이 4층에 있다. 익명의 다수의 목격자들이 링컨 베드룸의 침대에 누워 있는 링컨 유령을 봤다고 주장한다.